# Hanna Schulte
Hanna Schulte (* unbekannt [vor 1926]; † 1962) war Landtagsabgeordnete der CDU in Nordrhein-Westfalen.
Hanna Schulte gehörte vom 2. Oktober 1946 bis 19. April 1947 dem ernannten Landtag von Nordrhein-Westfalen an.